# Футболист года в Дании
Футболист года в Дании (дат. Årets Fodboldspiller i Danmark) — ежегодная награда, присуждаемая лучшему футболисту Дании Датской футбольной ассоциацией с 1963 года. Выбор футболиста происходит путём опроса датских профессиональных игроков. До 1978 года приз мог присуждаться только датчанам из внутреннего чемпионата. Первым игроком, выступающим за рубежом стал Мортен Ольсен.
Больше всего призов у Бриана Лаудрупа и Кристиана Эриксена (по 4). Больше всех выигрывали игроки клуба Брондбю — 8 раз.

## Победители
По версии Футбольного союза Дании
- 1961 Харальд Нильсен, Фредериксхавн/Болонья
- 1962 Не присуждалась
- 1963 Йенс Петерсен, Эсбьерг
- 1964 Оле Мадсен, Хеллеруп
- 1965 Кай Поульсен, Вайле
- 1966 Леиф Нильсен, Фрем
- 1967 Джонни Хансен, Вайле
- 1968 Хеннинг Мунк Йенсен, Ольборг
- 1969 Аллан Микаэльсен, Б-1903
- 1970 Ян Ларсен, Академиск Болдклуб
- 1971 Биргер Педерсен, Видовре
- 1972 Пер Рёнтвед, Брёнсхёй
- 1973 Ханс Обек, Видовре
- 1974 Нильс-Кристиан Хольстрём, КБ
- 1975 Хеннинг Мунк Йенсен (2), Ольборг
- 1976 Флемминг Альберг, Фрем
- 1977 Аллан Хансен, Оденсе
- 1978 Оле Кьер, Эсбьерг
- 1979 Йенс Йорн Бертельсен, Эсбьерг
- 1980 Ларс Бастрап, Орхус
- 1981 Аллан Хансен (2), Оденсе
- 1982 Микаэль Лаудруп, Брондбю
- 1983 Мортен Ольсен, Андерлехт
- 1984 Пребен Элькьер-Ларсен, Верона
- 1985 Микаэль Лаудруп (2), Ювентус
- 1986 Мортен Ольсен (2), Кёльн
- 1987 Йон Йенсен, Брондбю
- 1988 Ларс Ольсен, Брондбю
- 1989 Бриан Лаудруп, Брондбю/Байер Юрдинген
- 1990 Петер Шмейхель, Брондбю
- 1991 Ким Вильфорт, Брондбю
- 1992 Бриан Лаудруп (2), Бавария/ Фиорентина
- 1993 Петер Шмейхель (2), Манчестер Юнайтед
- 1994 Томас Хельвег, Удинезе
- 1995 Бриан Лаудруп (3), Рейнджерс
- 1996 Аллан Нильсен, Брондбю/ Тоттенхэм Хотспур
- 1997 Бриан Лаудруп (4), Рейнджерс
- 1998 Эббе Санд, Брондбю
- 1999 Петер Шмейхель (3), Манчестер Юнайтед
- 2000 Рене Хенриксен, Панатинаикос
- 2001 Эббе Санд (2), Шальке 04
- 2002 Йон-Даль Томассон, Фейеноорд/ Милан
- 2003 Мортен Вигхорст, Брондбю
- 2004 Йон-Даль Томассон (2), Милан
- 2005 Кристиан Поульсен, Шальке 04
- 2006 Кристиан Поульсен (2), Шальке 04/Севилья
- 2007 Даниэль Аггер, Ливерпуль
- 2008 Мартин Лаурсен, Астон Вилла
- 2009 Симон Кьер, Палермо
- 2010 Уильям Квист, Копенгаген
- 2011 Уильям Квист (2), Штутгарт
- 2012 Даниэль Аггер (2), Ливерпуль
- 2013 Кристиан Эриксен, Аякс/Тоттенхэм Хотспур
- 2014 Кристиан Эриксен (2), Тоттенхэм Хотспур
- 2015 Кристиан Эриксен (3), Тоттенхэм Хотспур
- 2016 Каспер Шмейхель, Лестер Сити
- 2017 Каспер Шмейхель (2), Лестер Сити
- 2018 Кристиан Эриксен (4), Тоттенхэм Хотспур
- 2019 Каспер Шмейхель (3), Лестер Сити
- 2020 Каспер Шмейхель (4), Лестер Сити
- 2021 Симон Кьер (2), Милан
- 2022 Пьер-Эмиль Хёйбьерг, Тоттенхэм Хотспур
- 2023 Андреас Кристенсен, Барселона

## Победители по версии DBU и TV2
С 2006 года Футбольный союз Дании, совместно с телеканалом TV 2, также присуждает титул лучшего футболиста года в Дании. Победителя объявляют на ежегодной церемонии награждения.
- 2006 Кристиан Поульсен, Шальке 04/Севилья
- 2007 Деннис Роммедаль, Аякс
- 2008 Мартин Лаурсен, Астон Вилла
- 2009 Никлас Бентнер, Арсенал
- 2010 Деннис Роммедаль, Аякс/Олимпиакос
- 2011 Кристиан Эриксен, Аякс
- 2012 Даниэль Аггер, Ливерпуль
- 2013 Кристиан Эриксен, Аякс/Тоттенхэм Хотспур
- 2014 Кристиан Эриксен, Тоттенхэм Хотспур
- 2015 Каспер Шмейхель, Лестер Сити
- 2016 Каспер Шмейхель, Лестер Сити
- 2017 Кристиан Эриксен, Тоттенхэм Хотспур
- 2018 Каспер Шмейхель, Лестер Сити
- 2019 Каспер Шмейхель, Лестер Сити
- 2020 Пьер-Эмиль Хёйбьерг, Тоттенхэм Хотспур
- 2021 Симон Кьер, Милан
- 2022 Пьер-Эмиль Хёйбьерг, Тоттенхэм Хотспур
- 2023 Андреас Кристенсен, Барселона